# Pretty Girl Rock
Pretty Girl Rock ist ein Lied der US-amerikanischen R&B-Sängerin Keri Hilson, dass nach Meinung der Interpretin Frauen helfen soll, sich wohler und selbstbewusster zu fühlen. Das Stück wurde als erste Single aus ihrem zweiten Album No Boys Allowed veröffentlicht. Außerdem gibt es zwei verschiedene Remixversionen mit Kanye West und Lil’ Kim.

## Auftritte

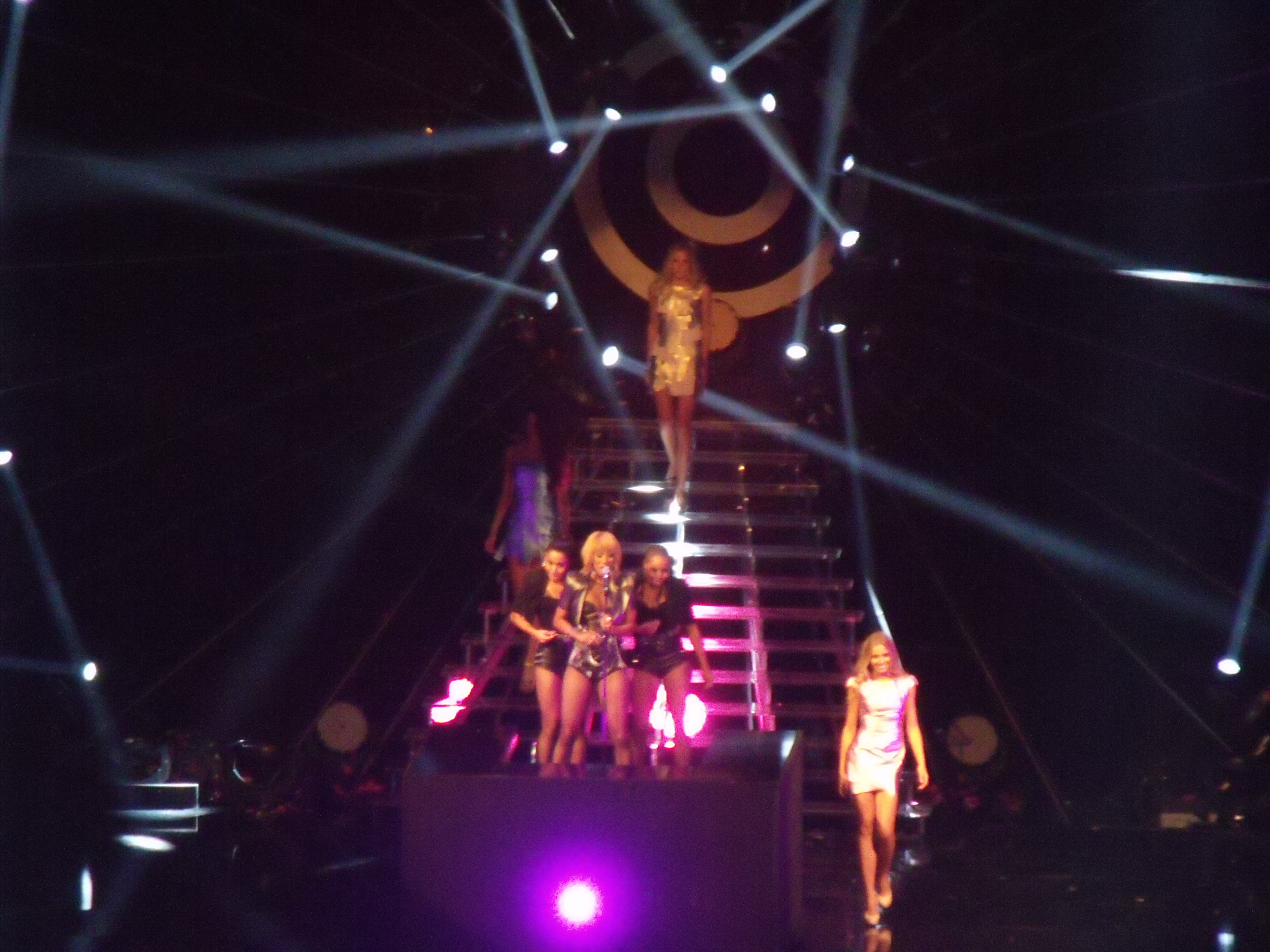
Hilson singt Pretty Girl Rock bei Germany’s Next Topmodel

Am 22. November 2010 sang Keri Hilson Pretty Girl Rock erstmals in der Tonight Show with Jay Leno. Später sang sie das Lied bei der 84th Annual Macy’s Thanksgiving Day Parade am 25. November 2010. Am 3. Dezember 2010 sang Hilson Pretty Girl Rock beim VH1 Divas Salute the Troops Konzert. Mawuse Ziegbe von MTV News schrieb zum Auftritt, dass Hilson ihre heiße Ausstrahlung auf die Bühne bringe. Am 14. Dezember 2010 sang Hilson Pretty Girl Rock als Medley mit James Blunts You’re Beautiful in der Today Show.
Einen Tag vor der Veröffentlichung von No Boys Allowed sang Hilson das Lied bei Billboards erstem Live Tastemakers Event in New York City am 20. Dezember 2010. Am 4. Januar 2011 sang Hilson Pretty Girl Rock im Motown-Stil in der Show Late Night with David Letterman, damit zollte Hilson Tribut an Diana Ross und The Supremes. Im April 2011 sang Hilson Pretty Girl Rock während ihres Auftrittes beim Supafest-Festival in Australien. Auch im Vorprogramm von Lil Waynes I Am Still Music Tour in Nordamerika im Juli 2011, wo sie im Vorprogramm auftrat, brachte sie eine Interpretation des Liedes. In Deutschland sang Hilson das Lied live beim Finale von Germany’s Next Topmodel.

## Charts
In vielen Ländern erreichte sie damit die Top 50 der Charts. In den Vereinigten Staaten erreichte das Lied in den Billboard Hot 100 Platz 24. Am 7. Juni 2011 wurde Pretty Girl Rock in den USA mit einer Platin-Schallplatte für über 1.000.000 verkaufte Einheiten ausgezeichnet. In Kanada debütierte Pretty Girl Rock auf Platz 81 der Canadian Hot 100, das blieb auch die Höchstplatzierung. In Neuseeland debütierte das Lied am 27. Dezember 2010 auf Platz 12 und erreichte am 10. Januar 2011 Platz 11. In Neuseeland wurde das Lied auch mit einer Goldenen Schallplatte ausgezeichnet.
Im Vereinigten Königreich debütierte das Lied am 22. Januar 2011 in den britischen Singlecharts auf Platz 53, bevor das Lied in der folgenden Woche auf Platz 91 fiel. In Österreich debütierte das Lied am 10. Juni 2011 auf Platz 50 und erreicht drei Wochen später Platz 21, insgesamt blieb das Lied acht Wochen in den Charts. In Deutschland debütierte das Lied am 27. Juni 2011 sogar auf Platz 14, das blieb auch die Höchstplatzierung. Insgesamt verbrachte das Lied zehn Wochen in den deutschen Charts. In Deutschland ist Pretty Girl Rock Hilsons zweiterfolgreichste Single als Leadsängerin nach I Like.
| ChartsChartplatzierungen       | Höchstplatzierung | Wochen |
| ------------------------------ | ----------------- | ------ |
| Deutschland (GfK)              | 14 (10 Wo.)       | 10     |
| Österreich (Ö3)                | 21 (8 Wo.)        | 8      |
| Schweiz (IFPI)                 | 62 (1 Wo.)        | 1      |
| Vereinigtes Königreich (OCC)   | 53 (2 Wo.)        | 2      |
| Vereinigte Staaten (Billboard) | 24 (2 Wo.)        | 2      |